# Sonia Herman Dolz
Sonia Herman Dolz (Madrid, 1962) is een Nederlands cineast, scenarioschrijver en documentairemaker, die in 1993 internationale bekendheid verwierf met haar documentaire Romance de Valentía over het Spaanse stierenvechten.

## Levensloop
Dolz, dochter van de econoom Herman Dolz en beeldend kunstenares Dora Dolz, kwam op driejarige leeftijd met haar ouders naar Nederland. Ze groeide op in Rotterdam en studeerde Spaanse taal en letterkunde aan de Universiteit van Leiden. Ze studeerde verder film en regie aan de Vrije Akademie in Den Haag, waar ze in 1994 slaagde.
Sinds 1993 is ze werkzaam als cineast, scenarioschrijver, fotograaf en af en toe ook als producent, cameravrouw en geluidstechnicus. Tussen 1993 en 1996 werkte ze tevens als documentairemaakster voor het VPRO-programma Diogenes en sindsdien werkt ze aan haar eigen films.
In 1993 brak ze internationaal door met haar eerste lange documentaire Romance de Valentía over het Spaanse stierenvechten, die op verschillende Europese filmfestivals werd onderscheiden. Ze maakte verder documentaires over onder andere de Cubaanse band La Vieja Trova Santiaguera, over de Russisch dirigent Valeri Gergiev, de Nederlands zangeres Frédérique Spigt en over haar moeder Dora Dolz.
Haar werk is diverse malen onderscheiden onder andere met de Gouden Kalf speciale jury prijs in 1998, als de beste documentaire op de Golden Prague Festival 2003, als de beste documentaire op de Bergen International Film Festival in 2004 en met de Pendrecht Cultuurprijs in 2007 in Rotterdam.

## Filmografie, een selectie
- 1993: Romance de Valentía (Only The Brave)
- 1997. Lágrimas Negras (Black Tears)
- 2000. Yo Soy Así (This Is Me)
- 2003. The Master and His Pupil
- 2004. Mans genoeg
- 2004. She Came To Win
- 2006. Portrait of Dora Dolz
- 2009. Blanco - The Hidden Language of the Soul
- 2010. All My Tomorrows
- 2012. De balletmeesters
- 2014. Conducting Boijmans
- 2023. Depot - Reflecting Boijmans